# Fivemiletown

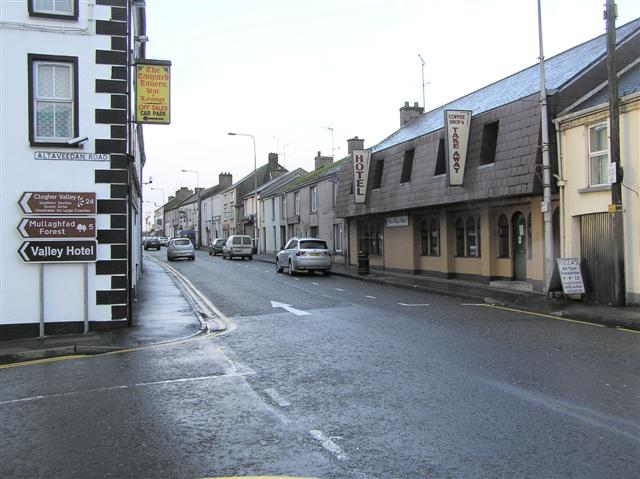

Fivemiletown (Iers: Baile an Lorgan) is een plaats in het Noord-Ierse district Dungannon en South Tyrone. Fivemiletown telt 1104 inwoners. Van de bevolking is 74% protestant en 25,1% katholiek.